# In Fabric
In Fabric és una pel·lícula de terror britànica del 2018 escrita i dirigida per Peter Strickland, i protagonitzada per Marianne Jean-Baptiste, Hayley Squires, Leo Bill i Gwendoline Christie. La pel·lícula segueix un vestit vermell embruixat mentre turmenta diversos propietaris.
Es va estrenar al Festival Internacional de Cinema de Toronto el 13 de setembre de 2018. Es va estrenar al Regne Unit el 28 de juny de 2019 per Curzon i als Estats Units el 6 de desembre de 2019 per A24. La pel·lícula va rebre elogis de la crítica per la seva direcció, humor, atmosfera i els seus homenatges a les pel·lícules italianes giallo; tanmateix, el públic estava dividit pel seu ritme absurd i lent.

## Argument
Sheila és una caixera de banc recentment divorciada. Sovint és castigada per errors laborals insignificants pels seus caps i intimidada per Gwen, la xicota del seu fill adolescent, Vince. Després d'assabentar-se de la nova xicota del seu exmarit i de veure en secret en Vince fent sexe oral a Gwen, visita els grans magatzems Dentley & Soper's durant les seves vendes per comprar un vestit per a una cita. Assistida per l'enigmàtica dependenta de la botiga, la senyoreta Luckmoore, la Sheila se sent atreta per un vestit vermell preciós i fluid, que Luckmoore la convenç de comprar. Sheila nota una erupció estranya al pit després de portar el vestit. Més tard, la seva rentadora es trenca quan intenta rentar-lo, i la Sheila es fereix la seva mà. A la nit, els empleats de la botiga es mostren netejant un maniquí realista, que sembla tenir la menstruació, tal com observa i es masturba l'ancià propietari Sr. Lundy.
Quan torna a comprar a la botiga, la Sheila s'assabenta que el vestit és l'únic d'aquest tipus, i que la model de la botiga que el portava per al catàleg va ser assassinada més tard. Sheila té una cita amb el seu nou pretendent Zach mentre la Gwen i el Vince tenen relacions sexuals. Quan Gwen arriba al clímax, el vestit flota sobre ella i intenta sufocar-la. Quan Sheila i Zach van a passejar junts, és atacada per un pastor alemany, que li fereix la cama i trenca el vestit. Més tard aquell dia, Vince torna a casa amb el vestit, misteriosament il·lès. Després de sentir el vestit moure's per l'armari a la nit, una Sheila inquieta intenta tornar el vestit a la botiga, però se'l rebutja. Explica un somni als seus caps a la feina sobre veure la seva mare reflectida al mirall. Amb el vestit al maleter del cotxe, la Sheila mor en un accident en el camí de passar la nit amb Zach després de ser distreta per dues models a la carretera.
El vestit entra en possessió del reparador de rentadores Reg Speaks, que els seus amics l'han portat a la seva nit de solter. Té una vida social difícil, i posseeix l'estranya capacitat de posar la gent en tràngol quan explica la mecànica d'una rentadora; també lluita per tenir sexe amb la seva promesa Babs. Es veu pertorbat per un somni estrany de ser tancat fora de la sala de parts mentre  Babs dóna a llum un nadó que emergeix de l'úter amb el vestit. A Babs li agrada el vestit i el porta per comprar a Dentley & Soper's. Luckmoore reprèn Babs per comprar a prop de l'hora de tancament, però Lundy la convenç de deixar-la quedar. Mentrestant, Reg és hipnotitzat per l'anunci de televisió dels grans magatzems i mor per una intoxicació per monòxid de carboni causada per la seva caldera. La Babs li explica un somni inquietant a Luckmoore en què es converteix en la model per al catàleg de la botiga, però s'aprima cada cop més fins que acaba enterrada a la botiga. Babs entra al vestidor mentre esclata una baralla entre caps a la botiga i ràpidament es transforma en saqueig.
El vestit cau sobre una estufa i s'encén, i les flames s'estenen ràpidament per la botiga. Babs mor cremada al vestidor, mentre Luckmoore fuig cap al muntador amb un maniquí desmembrat. A mesura que baixa més a fons a la botiga, mira amb èxtasi mentre passa davant de la model de la botiga morta, Sheila, Reg i Babs cosint el vestit amb fils fets amb la seva sang, juntament amb diverses estacions de costura desateses que suposadament seran per als futurs usuaris del vestit. Un bomber observa la botiga destruïda i descobreix el vestit intacte entre les runes.

## Repartiment
- Marianne Jean-Baptiste com a Sheila Woolchapel
- Hayley Squires com a Babs
- Leo Bill com a Reg Speaks
- Julian Barratt com a Stash
- Steve Oram com a Clive
- Gwendoline Christie com a Gwen
- Barry Adamson com a Zach
- Jaygann Ayeh com a Vince
- Richard Bremmer com el senyor Lundy
- Terry Bird com a Bananas Brian
- Fatma Mohamed com a senyoreta Luckmoore
- Sidse Babett Knudsen com a Jill

## Producció
El setembre de 2017, es va anunciar que Marianne Jean-Baptiste s'havia unit al repartiment de la pel·lícula, amb Peter Strickland dirigint a partir d'un guió que va escriure. Andy Starke va ser productor de la pel·lícula, i Ian Benson, Lizzie Francke, Rose Garnett, Stephen Kelliher, Patrick Howson, Phil Hunt i Compton Ross van ser productors executius de la pel·lícula sota les seves banderes de Blue Bear Rook Films, Bankside Films, BBC Films i British Film Institute, respectivament. El novembre de 2017, Hayley Squires, Julian Barratt, Gwendoline Christie, Leo Bill, Steve Oram, Fatma Mohamed, Jaygann Ayeh i Richard Bremmer es van unir al repartiment de la pel·lícula.
Strickland va comentar que quan va escriure el guió es va inspirar tant en la naturalesa curiosa de les botigues de segona mà com en els seus records de ser portat a grans magatzems quan era nen, en particular els ja tancats Jacksons a Reading (Berkshire). Volia qüestionar les reaccions que la gent té davant la roba. Per tant, el vestit en si era molt important. També s'havia d'adaptar a una varietat de tipus de cos, de manera que la dissenyadora de vestuari Jo Thompson va fer un senzill vestit de seda vermella.

## Estrena
El març de 2018, Curzon Artificial Eye va adquirir els drets de distribució de la pel·lícula al Regne Unit. La pel·lícula es va estrenar al Festival Internacional de Cinema de Toronto el 13 de setembre de 2018. Poc després, A24 va adquirir els drets de distribució de la pel·lícula als EUA. Va ser llançada al Regne Unit el 28 de juny 2019 i als Estats Units el 6 de desembre de 2019.

### Resposta crítica
In Fabric va ser aclamat pels crítics de cinema. Al lloc web de l'agregador de ressenyes Rotten Tomatoes, la pel·lícula té una puntuació d'aprovació del 91 % basada en 160 ressenyes, amb una puntuació mitjana de 7,4/ 0. El consens dels crítics del lloc web diu: "l'atractiu giallo gasós In Fabric teixeix un encanteri surrealista, barrejant terror elegant i comèdia fosca per oferir al públic una delícia captivadora." Metacritic, que utilitza una mitjana ponderada, va assignar a la pel·lícula una puntuació de 81 de 100, basat en 29 crítics, que indica "aclamació universal".
Quan es va estrenar al Regne Unit, The Independent va anomenar la pel·lícula "Suspiria ambientada en uns grans magatzems" i va comentar que era Strickland en "el seu moment més lliure i juganer". The Daily Telegraph la va anomenar " resposta moderna britànica a Luis Buñuel." Empire va gaudir de l' "enginy sec i ximple que es revela de maneres sorprenents, des de la boja premissa en endavant". Escrivint per The Guardian, Mark Kermode la va convertir en la seva pel·lícula de la setmana i va elogiar la "mescla de nostàlgia embriagadora, alquímia relacionada amb la roba i comèdia retorçada amb reflexos de terror".
A nivell internacional, la crítica també va elogiar la pel·lícula. The New York Times va declarar que era "l'obra més impressionant, captivadora i imaginativament desencadenada de Strickland fins ara". Rolling Stone va resumir la pel·lícula com "un viatge singular a un ment deformada".
In Fabric fou inclosa a les llistes de les millors pel·lícules del 2019 a The Playlist i Sight & Sound.

### Mitjans domèstics
Artificial Eye va estrenar la pel·lícula en Blu-ray al Regne Unit el 26 d'agost de 2019. Lionsgate va llançar una edició BD-R als Estats Units.